# Alor Gajah
Alor Gajah (en malayo:الور ڬاجه ) es una localidad de Malasia, en el estado de Malaca.
Se encuentra a 28 m sobre el nivel del mar. 

## Demografía
Según estimación 2010 contaba con 21267 habitantes.